# ألخاستي
ألكاستي (الروسية: Алхасты) هي مدينة في جمهورية إنغوشيتيا في روسيا.